# Poisson-papillon à larme de l'océan Indien
Chaetodon interruptus
Espèce
Statut de conservation UICN

 LC  : Préoccupation mineure
Poisson-papillon à larme de l'océan Indien (Chaetodon interruptus) est une espèce de poissons de la famille des Chaetodontidae.

## Sous-genre
Le poisson-papillon à larme de l'océan Indien est un poisson-papillon qui fait partie du sous-genre Lepidochaetodon. En 1984, André Maugé et Roland Bauchot ont proposé d'affecter cette espèce à leur nouveau genre Heterochaetodon, ce qui donnerait comme nom scientifique pour ce poisson Heterochaetodon interruptus.
Cette espèce a longtemps été confondue avec l'espèce voisine, le poisson-papillon à larme du Pacifique.

## Morphologie
- Taille : jusqu'à 20 cm.

Sa coloration est jaune avec une bande verticale noire, étroite, passant par l'œil, et une tache noire au milieu du corps (vers le haut), tache qui peut faire penser à une goutte d'eau retournée ou à une larme.

## Biologie et écologie
C'est un poisson qu'on peut rencontrer à faible profondeur, mais aussi plus profondément.

## Répartition
Le poisson-papillon larme de l'océan Indien se rencontre dans l'océan Indien, comme son nom l'indique.